# Prefectura de Nara
La Prefectura de Nara (奈良県, Nara-ken) és una prefectura del Japó ubicada a la regió de Kinki, a l'illa de Honshu. A data de 2020 la prefectura de Nara tenia 1.329.078 habitants i una extensió territorial de 3.691 km². Nara limita amb la prefectura de Kyoto al nord, la prefectura d'Osaka al nord-oest, amb la prefectura de Wakayama al sud-oest i amb la prefectura de Mie a l'est.
La seua capital i municipi més poblat és la ciutat de Nara. Altres grans ciutats de la prefectura són Kashihara, Ikoma i Yamatokōriyama. La prefectura de Nara es troba al bell mig de la península de Kii la qual fa costa amb l'oceà pacífic, tot i que Nara és una de les vuit prefectures del Japó sense accés a la mar. Com a mostra de la seua llarga història, la prefectura de Nara té l'orgull de tindre més monuments patrimoni de la humanitat per la UNESCO que qualsevol altra prefectura del Japó.

## Geografia

Mapa on es pot vore la situació de Nara a la regió de Kansai

Mapa topogràfic de Nara

La prefectura de Nara es troba al bellmig de la regió de Kinki o Kansai i a la peninsula de Kii. Limita al nord amb la prefectura de Kyoto, a l'est amb la prefectura de Mie, al sud amb les prefectures de Mie i Wakayama i a l'oest amb Wakayama i la prefectura d'Osaka. Nara és una de les 18 prefectures del Japó que no té contacte amb la mar.
La prefectura de Nara té 78,5 quilometres de l'est a l'oest i 103,6 quilometres de nord a sud.
Gran part de la prefectura té terreny muntanyós i boscos, deixant només una àrea habitable de 851 quilometres quadrats. El percentatge total de terreny habitable és del 23 per cent, el 43é de les 47 prefectures del Japó.
La prefectura de Nara està dividida per la línia tectònica mitjana japonesa, la qual va d'oest a est junt amb el riu Yoshino. A la banda nord de la placa es troba l'anomenada zona interior, on les falles actives que van de nord a sud encara continuen donant forma al paisatge. La serra d'Ikoma fa de frontera natural al nord-oest amb la prefectura d'Osaka. La conca de Nara, que es troba al nord de la prefectura, té la major concentració de població de Nara. Més a l'est es troben les muntanyes Kasagi, les quals separen la conca o plana de les zones muntanyoses de Yamato.
La banda sud de la placa tectònica és la zona exterior, la qual comprén les muntanyes Kii, que ocupen vora el 60% del territori total de la prefectura. La serralada d'Ōmine es troba al centre de les muntanyes Kii, de nord a sud i amb altes valls en ambdues bandes. La muntanya més alta a la prefectura de Nara i a la regió de Kansai és el mont Hakkyō. Cap a l'oest, separant Nara de la prefectura de Wakayama, es troba la serralada Obako, amb pics vora els 1300 metres d'alçaria. A l'est, limitant amb la prefectura de Mie es troba la serralada Daikō, la qual inclou el mont Ōdaigahara. En aquestes zones muntanyoses també hi han llocs de pelegrinatge que són patrimoni mundial.
Vora un 17 per cent del territori total de la prefectura ha estat designat parc nacional, com el Parc Nacional Yoshino-Kumano, el parc quasi nacional de Kongō-Ikoma-Kisen, el parc quasi nacional de Kōya-Ryūjin, el parc quasi nacional de Murō-Akame-Aoyama, el parc quasi nacional de Yamato-Aogaki i els parcs naturals prefecturals de Tsukigase-Kōnoyama, Yata i Yoshinogawa-Tsuboro.

### Clima
A la plana de Nara el clima té característiques pròpies, com es pot vore en els grans canvis de temperatura en un mateix dia o la diferència de temperatura a l'hivern i a l'estiu. A l'hivern, les temperatures són entre vora uns 3 i 5 graus i a l'estiu entre els 25 i 28 graus, amb un rècord de 35 graus. No hi ha hagut cap any en la darrera dècada (1990-2007) amb més de 10 dies seguits de caiguda de neu segons les dades de l'Observatori Meteorològic de Nara.
El clima a la resta de la prefectura és el típic de muntanya, especialment al sud, on la temperatura mínima a l'hivern ha arribat fins als cinc graus sota zero. A l'estiu hi han fortes pluges. El total anual de pluja acumulada a la prefectura és de 3.000 a 5.000 mil·límetres, la quantitat més alta de tot el Japó.
La primavera i la tardor són suaus. La regió muntanyosa de Yoshino és històricament ben coneguda pels seus sakura o cirerers florits a la primavera. A la tardor, les muntanyes del sud de la prefectura són igualment cridaneres pels seus momiji o arbres d'auró roigs i taronges.

### Ciutats més poblades
Els municipis amb més habitants són els següents:
Tot i això, a la prefectura encara hi han més municipis de menys població que els que ací s'especifiquen.

### Districtes
A més de tot això, Nara també està dividida en districtes, una mena de comarques que fá d'agrupació administrativa de petits municipis.

## Història
Nara, com la majoria de la regió de Kinki és considerada el cor i el bressol de la nació japonesa, de fet, distintes ciutats de la prefectura inclosa la seua capital van ser les seus imperials o capitals del Japó en èpoques pasades. La prefectura també dona nom a diferents períodes de la història japonesa, el període Asuka, amb el nom del municipi d'Asuka i que durà del 552 al 710 i el període Nara, des del 710 al 794. Nara, com a seu de la cort imperial, també va ser on s'introduí el budisme de la mà del príncep Shōtoku. L'actual prefectura va ser en el passat (amb pràcticament els mateixos límits) la província de Yamato.

### Creació de la prefectura de Nara
Una primera prefectura (amb el distintiu de -fu el 1868 i -ken la resta del temps) va ser fundada durant la restauració Meiji com a successor de l'antiga província de Yamato, de caràcter feudal. Després del 1871, amb l'abolició del sistema de feus, Nara va haver de fusionar-se amb altres prefectures. El 1876 va passar a formar part de l'antiga prefectura de Sakai, la qual el 1881 va passar a formar part de la prefectura d'Osaka. El 1887, Nara torna a ser independent, constituint-se en prefectura. La primera assemblea prefectural de Nara va ser elegida el mateix any i va obrir la seua primera sessió un any després, el 1888 a la galeria del saló principal del Tōdai-ji.
El 1889, el govern Meiji va dividir totes les prefectures (45 en aquell moment) en municipis de tall modern. Els 16 districtes de Nara van ser dividits en 154 municipis, 10 pobles i 144 aldees. L'actual ciutat de Nara va ser establerta el 1898 quan el poble de Nara que es trobava dins del districte de Soekami va ser fet independent per a convertir-se en la ciutat de Nara.

## Política i govern

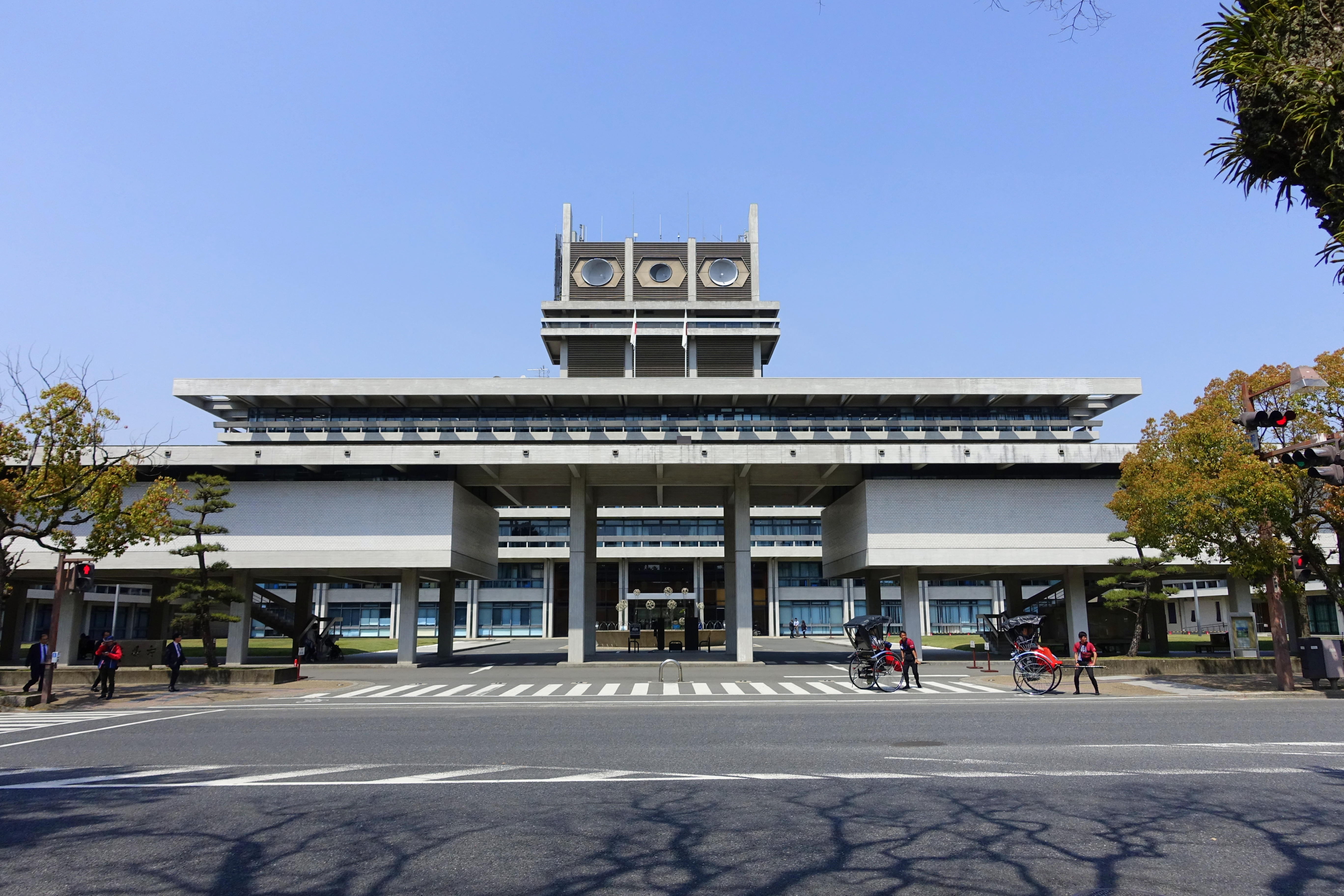
Edifici del govern de Nara

La classificació de la prefectura de Nara és de -ken, és a dir, prefectura rural. Com qualsevol prefectura del Japó, Nara té dret a tindre les seues institucions d'autogovern.

### Governador
En aquesta taula només es reflecteixen els governadors democràtics, és a dir, des de l'any 1947.
| Governador       | Inici del mandat | Fi del mandat | Partit | Partit |
| Mansaku Nomura   | 1947             | 1951          |        | Ind    |
| Ryōzō Okuda      | 1951             | 1980          |        | PLD    |
| Shigekiyo Ueda   | 1980             | 1991          |        | Ind    |
| Yoshiya Kakimoto | 1991             | 2007          |        | Ind    |
| Shōgo Arai       | 2007             | -             |        | PLD    |

### Assemblea prefectural
Després de les eleccions prefecturals el govern està format per una majoria parlamentària dels liberal-demòcrates, que van vèncer les eleccions amb 22 escons dels 43 totals de la cambra. La composició després de les eleccions del 2019 és la següent:
| Partit | Partit                          | Partit | Membres |
| ------ | ------------------------------- | ------ | ------- |
|        | Partit Liberal Democràtic       | PLD    | 22 / 43 |
|        | Partit Democràtic per a la Gent | PDG    | 5 / 43  |
|        | Partit Comunista del Japó       | PCJ    | 4 / 43  |
|        | Nippon Ishin no Kai             | PRJ    | 4 / 43  |
|        | Kōmeitō                         | KMT    | 3 / 43  |
|        | Independents                    | Ind    | 5 / 43  |
|        | Escons vacants                  |        | 0 / 43  |

## Societat

Mapa de creixement demogràfic per municipi. El verd simbolitza el creixement positiu, el roig, el negatiu.

La prefectura de Nara té una considerable vida rural, amb quasi el 50 percent de la població total vivint en municipis rurals. El 31 percent dels ciutadans viu a ciutats, el 38 percent a viles i el 31 percent restant ho fan a pobles, sent un dels percentatges més alts al Japó.

### Demografia
| 1920      | 1930      | 1940      | 1950      | 1960    | 1970    | 1980      |
| --------- | --------- | --------- | --------- | ------- | ------- | --------- |
| 564.607   | 596.225   | 620.509   | 763.883   | 781.058 | 930.160 | 1.209.365 |
| 1990      | 2000      | 2010      | 2020      | 2030    | 2040    | 2050      |
| 1.375.481 | 1.442.795 | 1.400.728 | 1.322.267 | -       | -       | -         |

Com se pot apreciar, des de la dècada del 2000, la població de Nara no ha deixat de disminuir, per una banda degut a la disminució progressiva de la natalitat i per altra, atès que l'inmigració domèstica ha estat en negatiu des de l'any 1998. L'any 2005, la procedència majoritària dels immigrants domèstics va ser de la prefectura de Niigata, sent 39. Nara és la prefectura japonesa amb més quantitat de població que viatja diàriament a altres prefectures per tal de treballar, com passa a la regió de Kanto amb prefectures com Saitama, Chiba o Kanagawa.

## Cultura

Logotip de TVN

### Mitjans de comunicació

#### Televisió
A la prefectura de Nara arriben les emissions de totes les televisions comercials de la regió de Kansai. A més d'això, l'NHK compta amb una seu prefectural a Nara, la capital. Les emissions de la Kyoto Broadcasting System (KBS) també arriben a la zona nord de la prefectura (Nara i rodalia), tot i que de forma debil. A més de tot això, a la prefectura existeix una cadena de televisió pròpia, Televisió de Nara (TVN), la qual porta emetent des de 1972. TVN no està afiliada a cap gran grup televisiu japonés, sinó que forma part de l'Associació Japonesa d'Emissores Independents de Televisió.

#### Premsa
A Nara arriben periòdics i revistes de tot tipus de sèrie nacional i regional de Kansai. No obstant això, a la prefectura també es publica un periòdic des del 1949, el Nara Shinbun, el qual a més de recollir notícies nacionals i internacionals també fa cròniques dels events i successos locals. Els grans periòdics regionals de Kansai també tenen oficines i delegacions a la prefectura de Nara.

#### Ràdio
Tot i que a la prefectura arriben totes les ràdios comercials de la regió de Kansai i les nacionals de NHK, a la prefectura també hi han diferents emissores de ràdio, tant de nivell prefectural com la divisió radiofònica de TVN com de nivell local, amb diferents emissores que tenen el seu àmbit als municipis.